# Hooligans: Storm Over Europe
«Фанаты: Шторм над Европой» (англ. Hooligans: Storm Over Europe, также известна как «Фанаты: Гроза над Европой») — компьютерная игра, воссоздающая хулиганство.
Игра была выпущена в 2002 году на платформе PC, из-за полемики о её насильственного содержания и была воспринята как продвижение преступного поведения в футболе, при этом некоторые политики призывали её запретить. Аналогичная реакция СМИ и политическая реакция имела место по выпуску других спорных видеоигр в то время, таких как Grand Theft Auto , Postal и Carmageddon. Голландский разработчик игры, Darxabre, защищая игру, заявил, что она поощряет стратегическое мышление, а не насилие.
В 2003 году вышло русскоязычное издание игры, с переводом от Дмитрия Пучкова ("гоблин"). Сам Пучков в игровом процессе озвучивает диалоги видеозаставок к каждому уровню,в которых журналист ведет повествование об очередной миссии, и берет интервью в членов банды ("фирмы").
К игре был записан значительный саундтрек, в самой же игре используется лишь малая часть композиций, в виде заставок. Впрочем, полный саундтрек присутствует в интернете.

## Краткий обзор
Действие происходит во время футбольного сезона, а цель игры заключается в том, чтобы стать самой отъявленной группой хулиганов в Европе. Повествование происходит в документальной форме, где один из журналистов, являющийся бывшим хулиганом, присоединяется к местной фирме в Нидерландах во время тура по Европе во время континентального первенства. Фанаты сделают всё, чтобы увидеть как голландцы выиграют Кубок. Чтобы добиться этого, игроку предстоит преодолеть множество разнообразных препятствий, установленных в разных местах, по пути калеча или убивая членов противоборствующих хулиганских банд.
Хулиганы делятся на несколько классов. Лидер является центральным членом всего отряда, и единственным, кто может использовать пистолеты и сплотить вокруг себя своих людей и других членов фирмы. "Крыса" хорошо владеет ножом, быстрее всех бегает, поэтому  выступает в качестве разведчика и может появляться в людных местах, не привлекая внимания полиции, однако обладает слабой выносливостью и быстро пьянеет. Хулиган является самым разрушительным юнитом и используется для управления толпой. Рейвер — юнит, способный отвлекать участников противоборствующих банд, используя громкий магнитофон. Байкер и бык ("Bulch") обладают наибольшими показателями очков здоровья, к тому же байкер может угнать автомобиль, используя его в качестве транспортного средства или как оружие против врагов. Bulch стоит в основе группы и выполняет функции самого сильного члена банды, в том числе для передвижения предметов. Он способен например перемещать некоторые объекты, используемые для создания препятствий сопернику, или наоборот, открытия прохода. Все члены банды способны вооружаться камнями из ближайшей кучи мусора, или даже оружием, покупая его в оружейном магазине, или присваивая на складе.
Во время игры участники банды могут восстанавливать силы и здоровье путём регулярного приема наркотиков, алкоголя и насилия, посещения борделя. При отсутствии жёсткого контроля игроком, отсутствия наркотиков или алкоголя, члены группировки расходятся. Разграбление местных магазинов в процессе игры помогают постоянно подпитывать юнитов необходимыми средствами. Для победы необходимо выполнять задания, вступая в постоянные драки с полицией и другими фанатами. Полиция представлена полицейскими в форме, имеющими табельный пистолет, а также полицейскими в снаряжении и с дубинками для разгона беспорядков и задержания. Задержанных могут сажать в автозаки. Кроме автозаков в игре присутствуют действующие легковые автомобили. Трамваи и поезда могут служить для доставки или отъезда игроков с карты.
Члены "фирмы" способны брать под контроль пабы, делая его своими, что дает возможность как обретать новых фанатов перечисленных типажей (кроме лидера), а также угощать пивом, при этом у "фирмы" появляются суппортеры, которые не подчиняются "фирме", но находятся у паба и способны драться с членами вражеской фирмы. Кричалками основного состава супортеры увлекаются и идут за основой, и затем способны участвовать в драке.
Несмотря на достаточно простую графику, игра достаточно убедительно передает атмосферу явления футбольного хулиганизма и ощущения выезда болельщиков "ультрас" на выездные матчи по Европе.